# Lista över skivlingsfamiljer
Skivlingar (Agaricales) är en ordning inom svampar med en kosmopolitisk utbredning över hela eller större delen av jorden.
Följande 33 familjer är i ordningen skivlingar, enligt den tionde utgåvan av Dictionary of the Fungi (2008):
| Familj            | Auktor                       | År   | Typsläkte                | # släkten | # arter | Exempel med bild        |
| ----------------- | ---------------------------- | ---- | ------------------------ | --------- | ------- | ----------------------- |
| Agaricaceae       | Chevall.                     | 1826 | Agaricus L.              | 85        | 1340    | Agaricus campestris     |
| Amanitaceae       | R. Heim ex Pouzar            | 1983 | Amanita Pers.            | 3         | 521     | Amanita muscaria        |
| Amylocorticiaceae | Jülich                       | 1982 | Amylocorticium Pouz.     | 10        | 45      |                         |
| Bolbitiaceae      | Singer                       | 1948 | Bolbitius Fr.            | 17        | 287     | Bolbitius vitellinus    |
| Broomeiaceae      | Zeller                       | 1948 | Broomeia Berk.           | 1         | 2       |                         |
| Clavariaceae      | Chevall.                     | 1826 | Clavaria Vaill. ex L.    | 7         | 120     | Clavulina cristata      |
| Cortinariaceae    | R. Heim ex Pouzar            | 1983 | Cortinarius Gray         | 12        | 2104    | Cortinarius violaceus   |
| Cyphellaceae      | Lotsy                        | 1907 | Cyphella Fr.             | 16        | 31      |                         |
| Cystostereaceae   | Jülich                       | 1982 | Cystostereum Pouzar      | 6         | 16      |                         |
| Entolomataceae    | Kotl. & Pouzar               | 1972 | Entoloma (Fr.) P. Kumm.  | 4         | 1071    | Entoloma sinuatum       |
| Fistulinaceae     | Lotsy                        | 1907 | Fistulina Bull.          | 3         | 8       | Fistulina hepatica      |
| Gigaspermaceae    | Jülich                       | 1982 | Gigasperma E. Horak      | 1         | 2       |                         |
| Hemigasteraceae   | Gäum. & C.W. Dodge           | 1928 | Hemigaster Juel          | 1         | 1       |                         |
| Hydnangiaceae     | Gäum. & C.W. Dodge           | 1928 | Hydnangium Wallr.        | 2         | 76      | Hydnangium carneum      |
| Hygrophoraceae    | Lotsy                        | 1907 | Hygrophorus Fr.          | 9         | 325     | Hygrophorus eburneus    |
| Inocybaceae       | Jülich                       | 1982 | Inocybe (Fr.) Fr.        | 13        | 821     | Inocybe obscura         |
| Limnoperdaceae    | G.A. Escobar                 | 1976 | Limnoperdon G.A. Escobar | 1         | 1       |                         |
| Lyophyllaceae     | Jülich                       | 1982 | Lyophyllum P. Karst.     | 8         | 157     | Lyophyllum decastes     |
| Marasmiaceae      | Roze ex Kühner               | 1980 | Marasmius Fr.            | 54        | 1590    | Marasmius rotula        |
| Mycenaceae        | Roze                         | 1876 | Mycena (Pers.) Roussel   | 10        | 705     | Mycena galericulata     |
| Niaceae           | Jülich                       | 1981 | Nia R.T. Moore & Meyers  | 6         | 56      |                         |
| Phelloriniaceae   | Ulbr.                        | 1951 | Phellorinia Berk.        | 2         | 2       |                         |
| Physalacriaceae   | Corner                       | 1970 | Physalacria Peck         | 11        | 169     | Rhodotus palmatus       |
| Pleurotaceae      | Kühner                       | 1980 | Pleurotus (Fr.) P. Kumm. | 6         | 94      | Pleurotus ostreatus     |
| Pluteaceae        | Kotl. & Pouzar               | 1972 | Pluteus Fr.              | 4         | 364     | Pluteus cervinus        |
| Psathyrellaceae   | Vilgalys, Moncalvo & Redhead | 2001 | Psathyrella (Fr.) Quél.  | 12        | 746     | Psathyrella gracilis    |
| Pterulaceae       | Corner                       | 1970 | Pterula Fr.              | 12        | 99      | \| Pteridis subulata    |
| Schizophyllaceae  | Quél.                        | 1888 | Schizophyllum Fr.        | 2         | 7       | Schizophyllum commune   |
| Stephanosporaceae | Oberw. & E. Horak            | 1979 | Stephanospora Pat.       | 5         | 21      |                         |
| Strophariaceae    | Singer & A.H. Sm.            | 1946 | Stropharia (Fr.) Quél.   | 18        | 316     | Stropharia aeruginosa   |
| Tapinellaceae     | C. Hahn                      | 1999 | Tapinella E.-J. Gilbert  | 2         | 4       | Tapinella atrotomentosa |
| Tricholomataceae  | R. Heim ex Pouzar            | 1983 | Tricholoma (Fr.) Staude  | 78        | 1020    | Tricholoma flavovirens  |
| Typhulaceae       | Jülich                       | 1982 | Typhula (Pers.) Fr.      | 6         | 229     | Macrotyphula fistulosa  |